# میاندهی (فریمان)
میاندهی دارای آب و هوای بسیار مطلوب و خنک در بهار و تابستان میباشد به طوری که هیچ نیازی به وسایل سرمایشی نیست.
میاندهی (فریمان)، روستایی از توابع بخش مرکزی شهرستان فریمان در استان خراسان رضوی ایران است.
تبتلط

## جمعیت
این روستا در دهستان بالابند قرار دارد و براساس سرشماری مرکز آمار ایران در سال ۱۳۸۵، جمعیت آن ۶۱۶ نفر (۱۳۷خانوار) بوده‌است.